# Bruno Metsu
Bruno Metsu, född 28 januari 1954 i Coudekerque-Branche och död där 15 oktober 2013, var en fransk fotbollsspelare och tränare.
Som tränare blev Metsu internationellt känd efter att ha lett Senegal till kvartsfinal i VM 2002. På vägen till kvartsfinalen slog laget bland andra ut regerande världsmästarna Frankrike och Sverige.
Efter framgångarna med Senegal tog Metsu över Al Ain, vilka han ledde till seger i asiatiska Champions League 2003. 
Metsu avled 2013. Det sista decenniet av sin livstid tillbringade han med att träna klubbar och landslag i mellanöstern.